# 路易斯·布鲁斯
路易斯·尢金·布鲁斯（1943年8月10日—），美国哥伦比亚大学的化学与物理教授。他被称为量子点的胶体半导体纳米晶体的发现者。2023年，他与蒙吉·巴文迪和阿列克谢·叶基莫夫荣获诺贝尔化学奖，以表彰他们“对量子点的发现和合成”的贡献。

## 早年生活和教育
路易斯·尤金·布魯斯 (Louis Eugene Brus) 1943年出生於美國俄亥俄州克利夫蘭。 在堪薩斯州羅蘭帕克的高中期間，他對化學和物理產生了興趣。
1961年，他獲得海軍預備役軍官訓練團 (Naval Reserve Officers Training Corps, NROTC) 大學獎學金進入萊斯大學，該獎學金要求他以見習官身份參加 NROTC 的海上活動。 他於1965年畢業，並前往哥倫比亞大學攻讀博士學位。 在他的論文中，他在理查·伯索恩（Richard Bersohn）的指導下研究了碘化鈉蒸氣的光解。
1969年獲得博士學位後，布魯斯以中尉身份返回海軍，並與林明璋合作在華盛頓特區的美國海軍研究實驗室擔任科學參謀。
在伯索恩的推薦下，布魯斯永久離開海軍，並於1973年加入AT&T貝爾實驗室，在那裡他的工作導致了量子點的發現。 1996年，布魯斯離開貝爾實驗室，加入哥倫比亞大學化學系任教。

## 荣誉和奖项
- 2006年，获美国光学学会R·W·伍德奖。
- 2008年，获首届科维理纳米科学奖。
- 2010年，获莱斯大学校友协会杰出校友奖。
- 2012年，获富兰克林研究所Bower科学成就奖。
- 2023年，獲得諾貝爾化學獎。[2]